# Magali (romanzo)
Magali (titolo originale: Magali) è un romanzo di Delly del 1909.
I romanzi di Delly furono estremamente popolari fra gli anni dieci e gli anni cinquanta del 1900; alcuni di essi si collocano fra i più grandi successi editoriali dell'epoca.

## Trama
La buona signorina Amelia Nouey, lettrice della duchessa di Staldiff, assiste durante un viaggio in treno alla tragica morte della madre di due bambini. Appurato dalla polizia francese che i due bambini, Magali e Fred Daultey, sono orfani, la signorina Amelia decide di prenderli con sé, commossa dalla grazia e dalla triste situazione dei fanciulli, ma deve chiedere il consenso alla sua amica e protettrice, la duchessa Giuliana. Ella, a sua volta, chiede al figlio maggiore Gerardo, un bellissimo adolescente idolatrato dalla madre, il permesso di occuparsi dell’educazione e del futuro degli orfanelli. Il duca, nonostante sia irritato dallo sguardo fiero ed orgoglioso di Magali, più per affetto verso la madre e la signorina Amelia, che per compassione verso i bambini, accetta questa opera di carità.
Le ricerche sul passato dei fanciulli non danno molti risultati. Il signor Luc Daultey era figlio di una famiglia di magistrati provenzali, artista partito per il Sud America, dove aveva sposato una inglese, Ethel, la donna morta sul treno, di cui i bambini ignorano il cognome da ragazza. Si erano poi trasferiti a Bombay, dove avevano vissuto quasi poveramente, ma onorevolmente, fino alla morte del signor Daultey.
La signorina Amelia alleva dunque i ragazzini come fossero suoi figli; ella istruisce la figlia della duchessa, la giovane lady Isabella, e una sua cugina coetanea, lady Ofelia. La prima adora Magali e la considera come sua migliore amica, nonostante la differenza di classe sociale, mentre la seconda, altezzosa ed arrogante, la tiene in disparte o le impartisce ordini con arroganza.
Il piccolo Fred, pallido e ricciuto , è adorato da tutti per la sua grazia; Magali invece, orgogliosa ed estremamente sensibile, giunge a litigare aspramente con il duca Gerardo, altrettanto orgoglioso ed irascibile, prendendosi da lui una frustata.
Dopo questo episodio, i due non si incontrano più per anni; Magali diventa una bellissima fanciulla, piena di doti, talenti ed ottime qualità, avendo moderato i difetti del suo carattere. Lady Isabella la vuole sempre accanto a sé, anche se la saggia amica cerca di farle capire che, ora che sono cresciute e che lady Isabella comincia a frequentare l’alta società , la loro vita avrà destini molto diversi. 
Intanto lord Gerardo torna dai suoi viaggi e incontra Magali, rimanendo molto colpito dalla bellezza, dalla grazia e dalle molte qualità della giovane, la quale è fine pittrice, canta e suona magistralmente, cavalca benissimo ed è persino eletta “regina di primavera” dalla nobile compagnia riunita nel castello di Staldiff per l’estate, con immensa rabbia di lady Ofelia, da anni innamorata del cugino, e di Miss Loodler, una ricca americana che vuole conquistare il giovane duca.
I due giovani inevitabilmente si innamorano l’uno dell’altra, ma entrambi sono coscienti del divario sociale che li separa e si allontanano, tentando di soffocare i loro sentimenti. Lord Gerardo, dopo qualche mese, non potendo dimenticare Magali, la chiede in sposa, ma lei rifiuta, temendo il giudizio della società.
Le perfide trame del losco segretario del duca, che tenta di rapire Magali, mettendo a rischio la vita di lord Gerardo e di Fred, rivelano infine la verità sulle origini dei due fratelli: la loro madre è lady Ethel Lowetead, una lontana cugina del duca, e Fred è l’erede del titolo e delle sostanze del moribondo lord Frederick, che aveva disconosciuto la nipote per il matrimonio con Luc Daultey e che aveva giurato di non riconoscere i nipotini, anche se conosceva la loro identità.
Magali, non temendo ormai più le conseguenze di un matrimonio disparato, accetta finalmente la proposta di matrimonio di lord Gerardo.